# فيتوريو ميكولوتشي
فيتوريو ميكولوتشي (بالإيطالية: Vittorio Micolucci)‏ (14 أغسطس 1983 بجوليانوفا في إيطاليا - ) هو لاعب كرة قدم إيطالي في مركز الدفاع. شارك مع منتخب إيطاليا تحت 16 سنة لكرة القدم ومنتخب إيطاليا تحت 17 سنة لكرة القدم ومنتخب إيطاليا تحت 19 سنة لكرة القدم ومنتخب إيطاليا تحت 20 سنة لكرة القدم. أما مع النوادي، فقد لعب مع نادي أسكولي ونادي أودينيزي ونادي باري ونادي بيسكارا وGiulianova Calcio ‏.